# Avena x haussknechtii
Avena x haussknechtii é uma espécie de planta com flor pertencente à família Poaceae. 
A autoridade científica da espécie é Nevski, tendo sido publicada em Trudy Sredne-Aziatskogo Gosudarstvennogo Universiteta. Seriya 8b, Botanika 17: 7. 1934.

## Portugal
Trata-se de uma espécie presente no território português, nomeadamente em Portugal Continental.
Em termos de naturalidade é nativa da região atrás indicada.

## Protecção
Não se encontra protegida por legislação portuguesa ou da Comunidade Europeia.